# Henry Baboin
Henri-Jean-Aimé Baboin (4 mars 1839, Lyon - 23 juin 1910, château de Loyes), est un industriel et un homme politique français.

## Biographie
Riche manufacturier, Henry Baboin fut, dans la 3e circonscription de l'Isère, le candidat officiel du gouvernement impérial au corps législatif, le 6 juin 1869. Il fut élu, siégea avec la majorité et s'associa à tous ses votes, y compris celui de la déclaration de guerre à la Prusse. 
Il fut encore conseiller général de l'Isère et maire de Loyes dans l'Ain.

## Famille

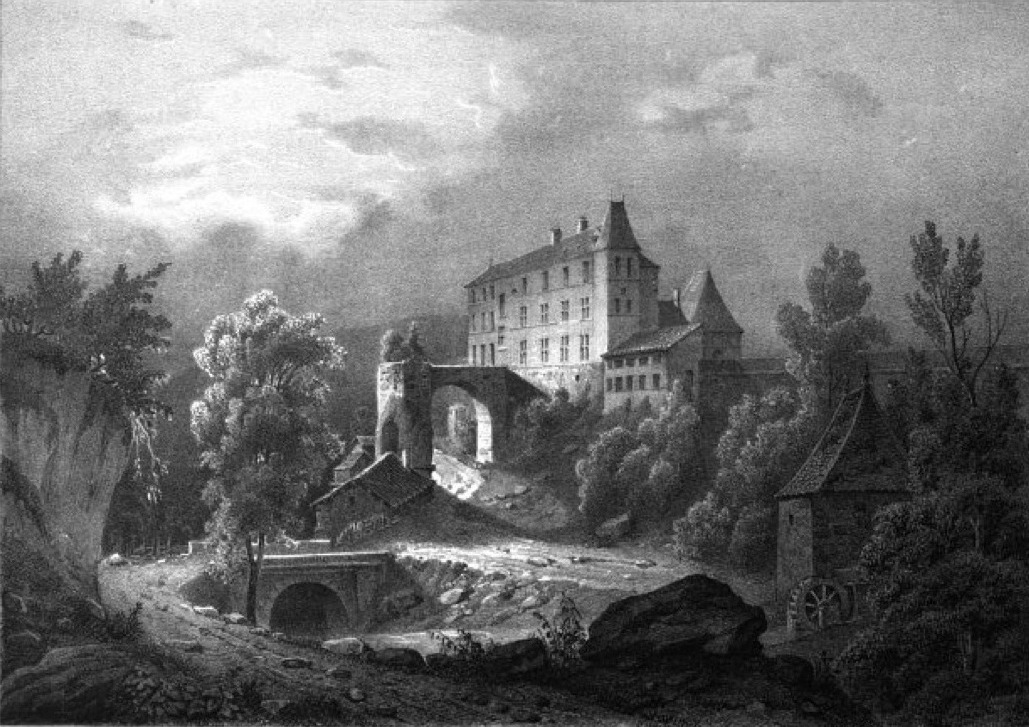
Henry Baboin vécut au château d'Alivet, à Renage, château qu'il avait fait restaurer. (Illustration de Victor Cassien (1808 - 1893))

Henry Baboin est issu d'une famille de riches soyeux lyonnais originaires de Saint-Vallier dans la Drôme. Il est le fils d'Aimé Baboin, industriel en soie et tulle de soie. Il épousa à Rives (Isère) Léoncie Blanchet, fille de Léonce Blanchet, important industriel en papeteries et conseiller général de l'Isère. Henry Baboin fut un proche partisan de la famille Bonaparte. Il est le beau-frère de Victor Blanchet et le neveu du Président de l'Assemblée Paul Jean Pierre Sauzet. Après avoir vécu quelques années dans le château d'Alivet (Isère) il revendit la propriété à sa belle-famille et vécut entre Lyon et le château de Loyes (Ain) qu'avait acquis son père en 1850.  

## Sources
- « Henry Baboin », dans Adolphe Robert et Gaston Cougny, Dictionnaire des parlementaires français, Edgar Bourloton, 1889-1891 [détail de l’édition]